# Sönke Rothenberger
Sönke Rothenberger (ur. 14 października 1994) – niemiecki jeździec sportowy. Złoty medalista olimpijski z Rio de Janeiro.
Jest synem Svena Rothenbergera i Gonnelien Rothenberger, w barwach Holandii medalistów olimpijskich w jeździectwie. Startuje w dresażu. Zawody w 2016 były jego pierwszymi igrzyskami olimpijskimi. W Brazylii zdobył złoty medal w drużynie, tworzyli ją ponadto Dorothee Schneider, Kristina Bröring-Sprehe i Isabell Werth. Startował na koniu Cosmo.